# Skällinge kyrka
Skällinge kyrka  är en kyrkobyggnad som sedan 2002 tillhör Himledalens församling (tidigare Skällinge församling) i Göteborgs stift. Skällinge kyrkplats ligger i nära anslutning till Skällingesjön i Varbergs kommun.

## Kyrkobyggnaden
Kyrkan uppfördes 1680 på resterna av en äldre, eldhärjad stenkyrka av medeltida ursprung. Den nya kom emellertid även den att eldhärjas vid två tillfällen: 1772 och den 3 september 1860. Tornet vid långhusets västgavel uppfördes 1897.
Kyrkans inre genomgick en omfattande renovering 1888 utförd av restauratören, konstnären, förgyllaren och kyrkvärden Martin Bernhard Wallström från Gamla Lödöse.
Byggnaden består av rektangulärt långhus med halvcirkelformat koravslutning i öster. Högaltaret står mot en träskärm som avgränsar en bakomliggande sakristia. Ingångar finns i väster samt mitt på långhusets sydsida. Kyrkans vitputsade exteriör är representativ för de två byggnadsperioderna. Långhusets murar genombryts av stora, rundbågiga fönsteröppningar. Över sydportalen finns lunettfönster. Det tillfogade kyrktornet formgavs i nygotik med spetsig spira. Västportalens vimperg har blottad tegelmur. Kyrkorummet präglas av byggnadstidens strama nyklassicism. Dess tunnvalv av trä har en markerad taklist. 

## Inventarier
- Dopfunten av täljsten är i tre delar och 95 cm hög. Cuppan är rundad, skaftet profilerat och foten fyrkantig med hörnornament. Den har haft svåra skador som emellertid är lagade. Funten saknar uttömningshål. Den har inte släktskap med någon av funtarna i Västsverige och dess proveniens är okänd. Den är troligen tillkommen omkring 1250.
- Det finns en ytterligare dopfunt. Den är huggen i svart granit och endast cuppa och fot är bevarade. Den har en höjd av 61 cm och är tillverkad i Funtaliden i Fagared på 1200-talet. Cuppan är cylindrisk. Fotplattan är fyrkantig och avrundad uppåt.[2]
- När kyrkan brann räddades altaruppsats och predikstol, vilka båda är arbeten i senbarock. Altaruppsatsen i skulpterat trä och predikstolen är från 1697. Predikstolen har träreliefer föreställande Jesus och de fyra evangelisterna. Altartavlan är målad 1707 av Gustav Kihlman[3]. Den blev renoverad fullständigt år 1888 av restauratören Martin Bernhard Wallström, Gamla Lödöse.
- I tornet hänger två klockor som båda är omgjutna 1897 av Bergholtz klockgjuteri. Storklockan är 112 cm i diameter och väger 920 kgh. Lillklockans diameter: 97 cm. Vikt: 600 kg.

### Orgel
Orgelfasaden med orgel är byggd 1888 av Salomon Molander, Göteborg. Den blev invigd söndagen 12 augusti 1888 av prosten Ifvarsson. Bakom orgelfasaden finns idag ett mekaniskt verk som tillverkades 1988 av Tostareds Kyrkorgelfabrik, varvid visst pipmaterial från 1951 års pneumatiska orgel från samma firma bevarades. Instrumentet har 21 stämmor fördelade på två manualer och pedal.

## Omgivning
- Söder om kyrkan ligger en ekonomibyggnad, troligen uppförd på 1980-talet.
- I norr ligger församlingshemmet, en stenbyggnad som uppfördes 1977.
- I närheten av kyrkan ligger prästgården som uppfördes 1920.
- I nordväst finns en murad stiglucka av natursten.

## Bilder

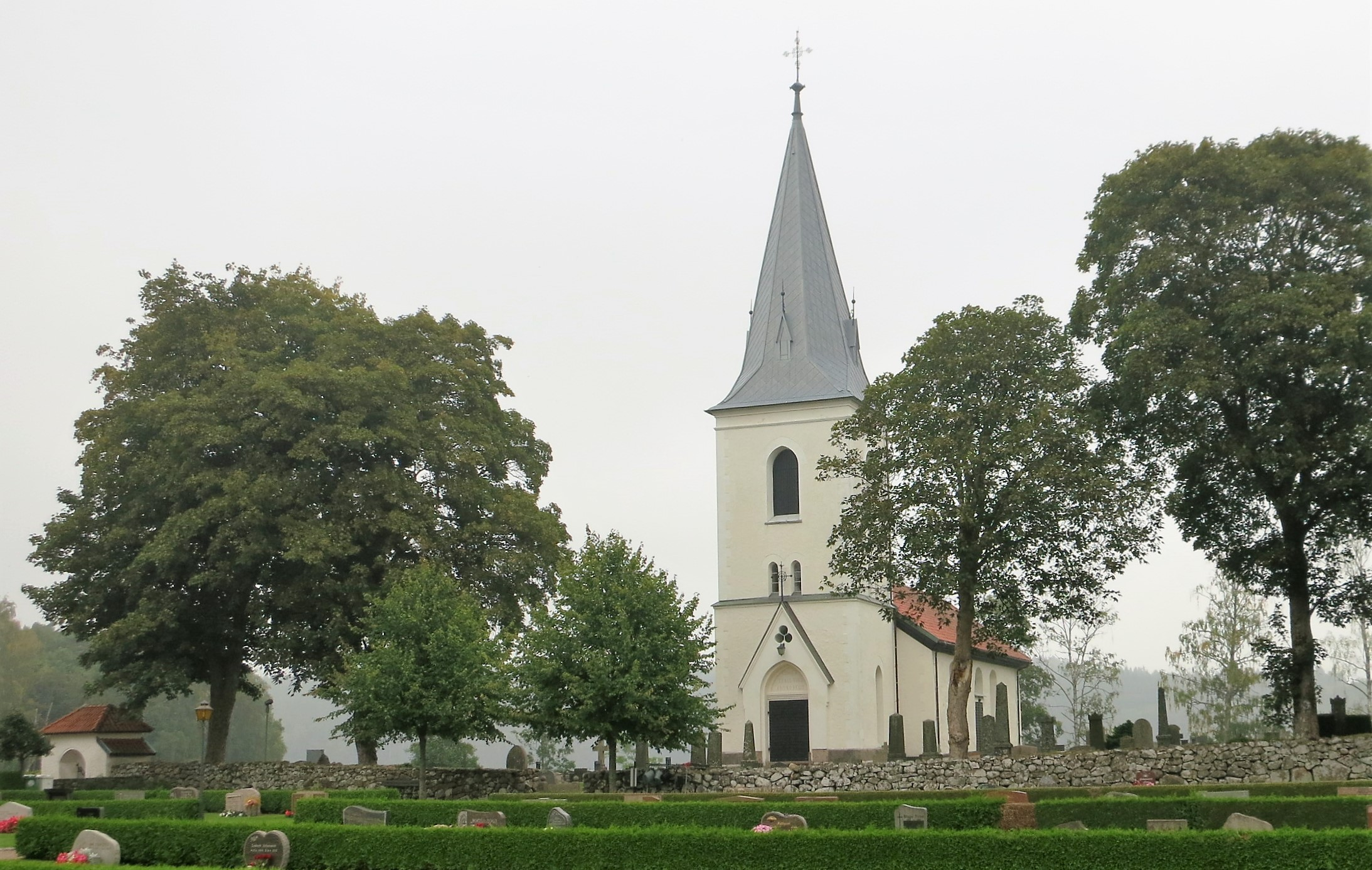
Exteriör
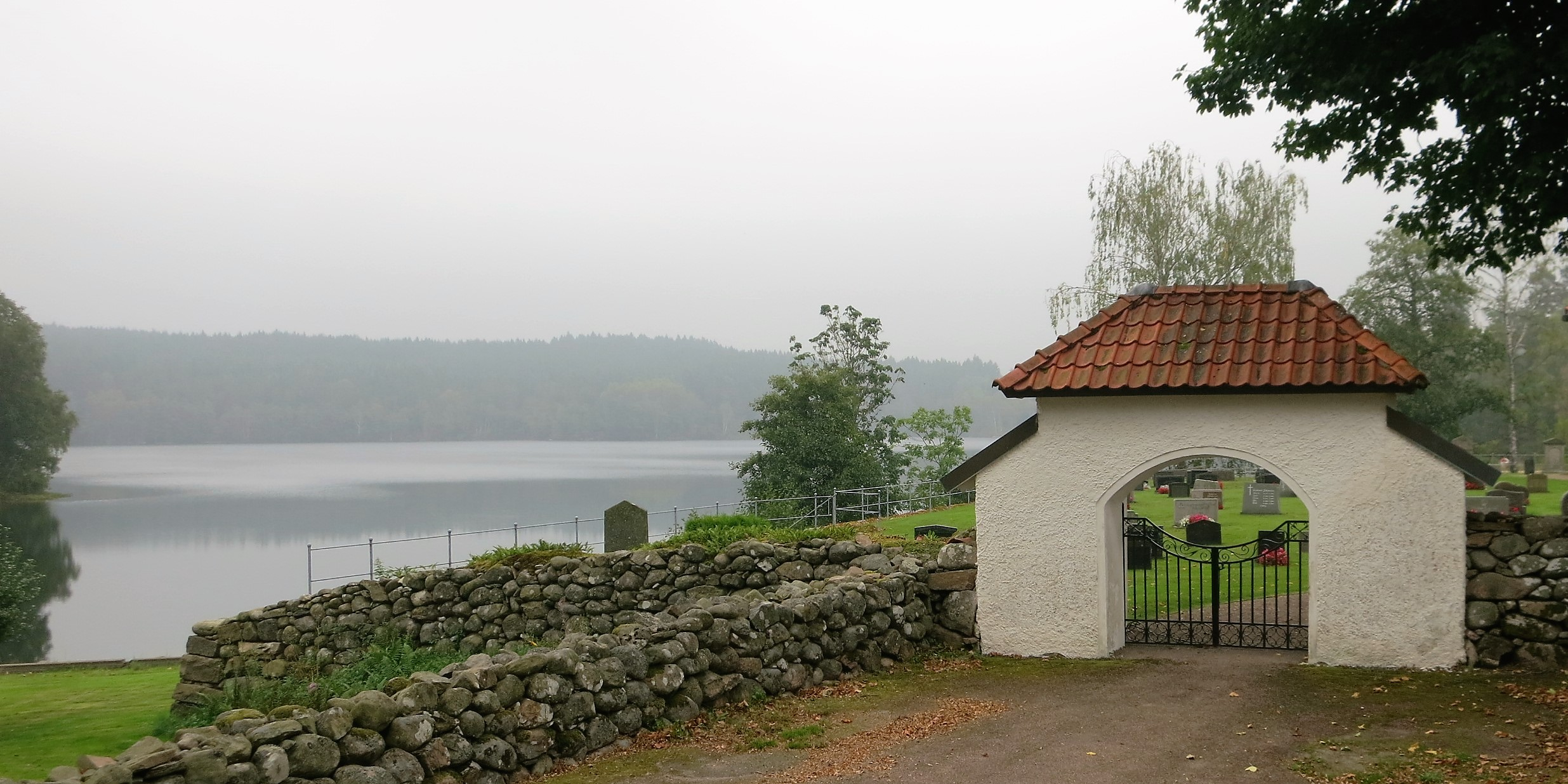
Stiglucka
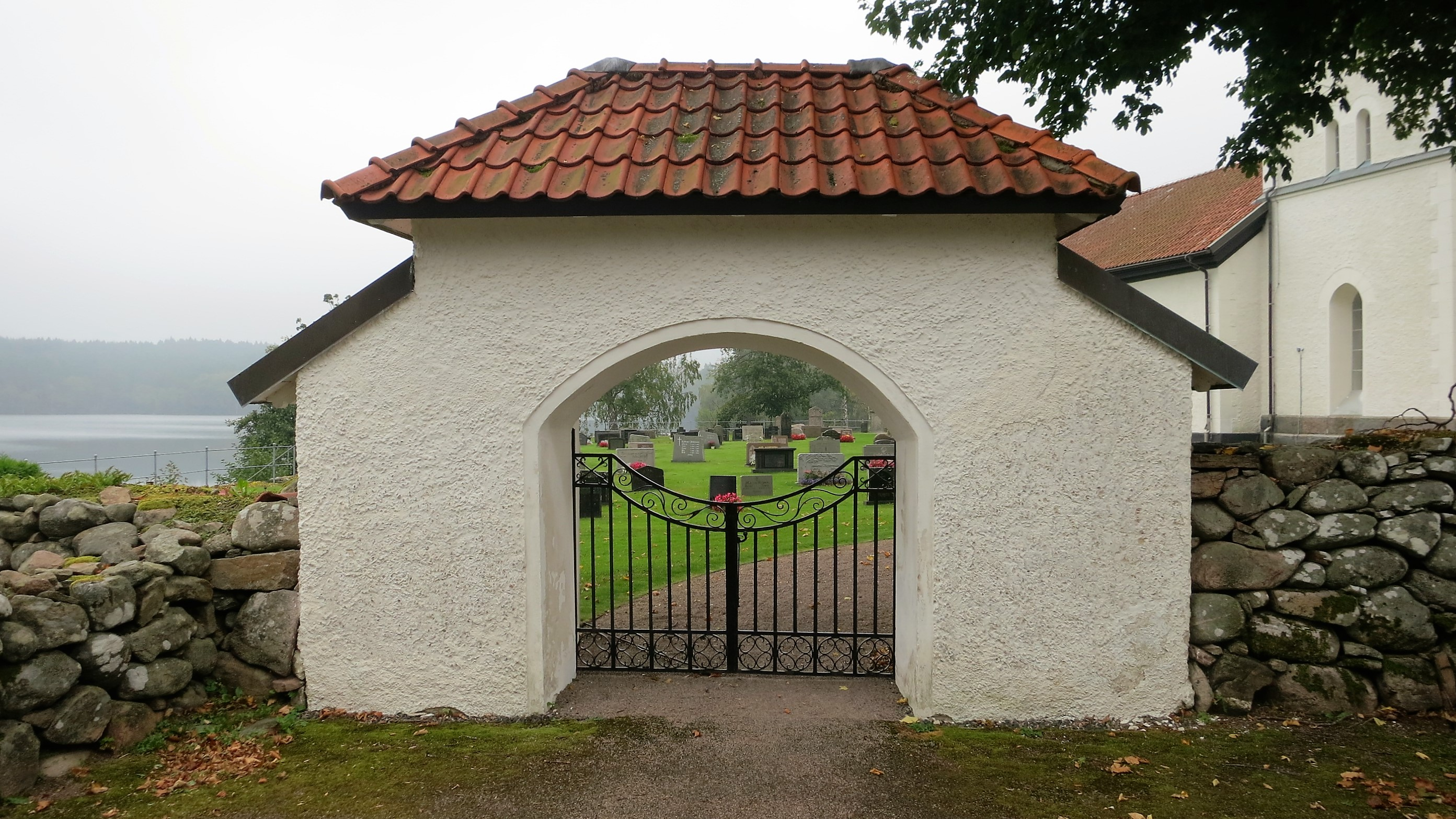
Stiglucka
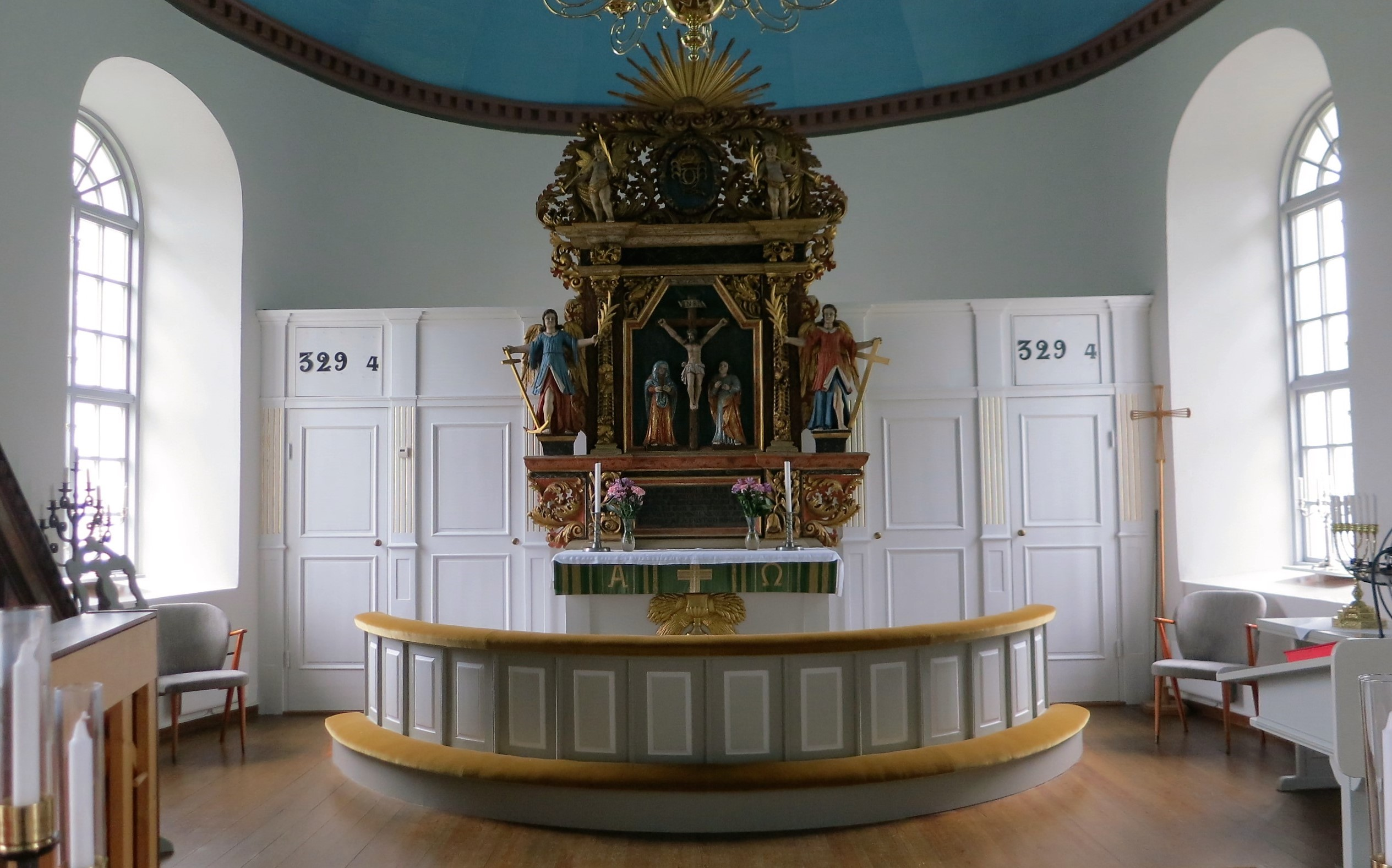
Koret
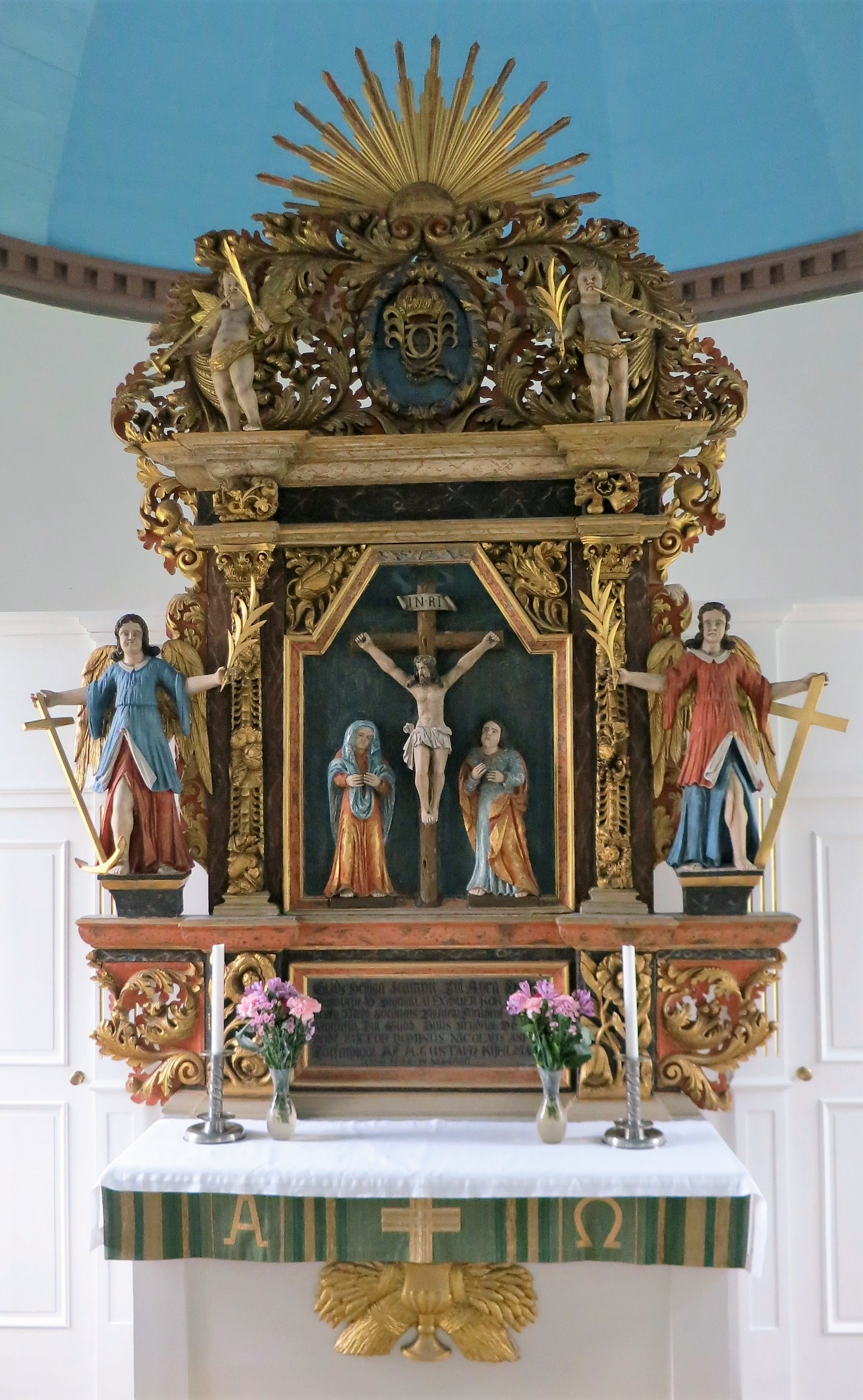
Altaruppsatsen
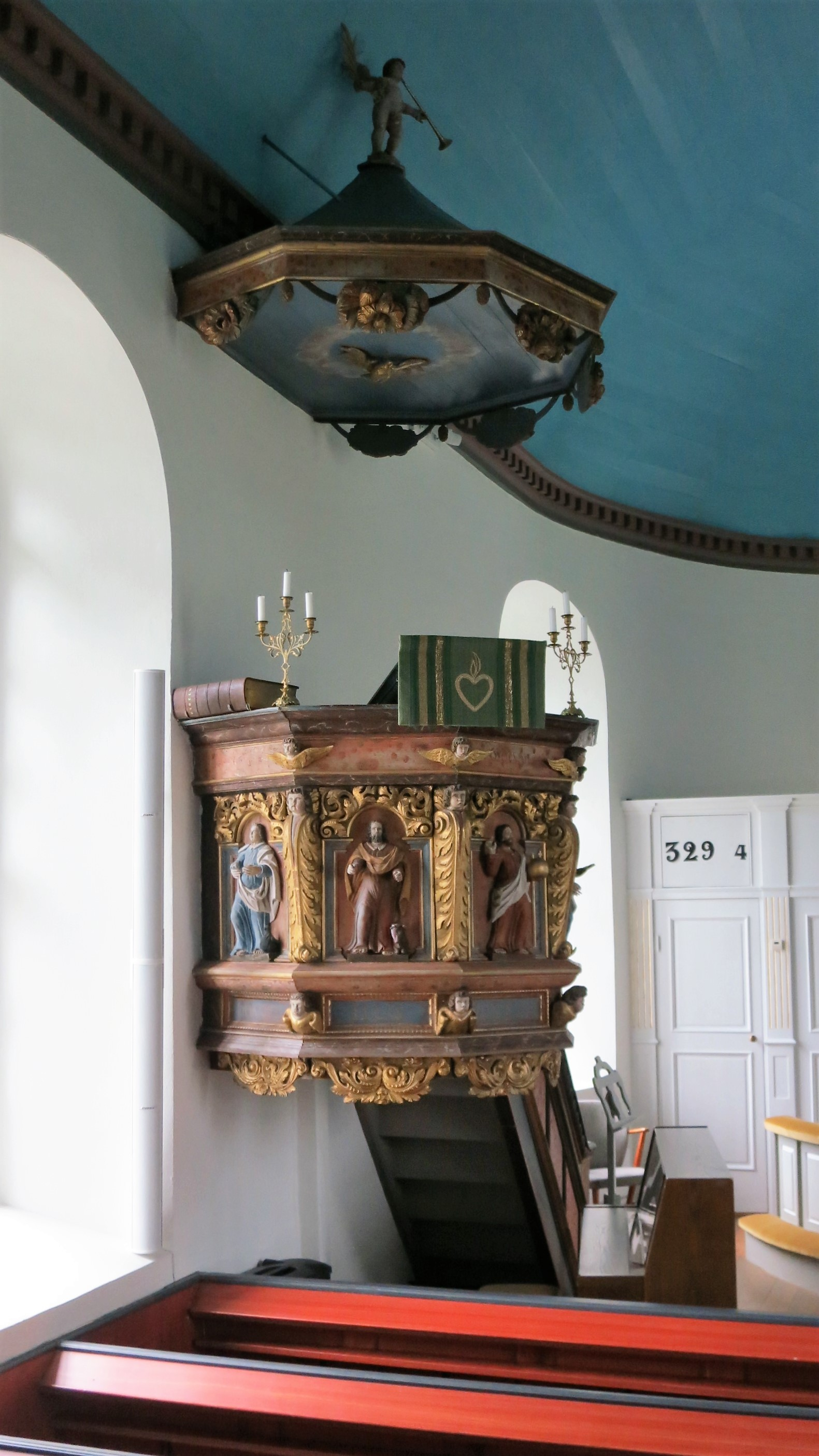
Predikstolen
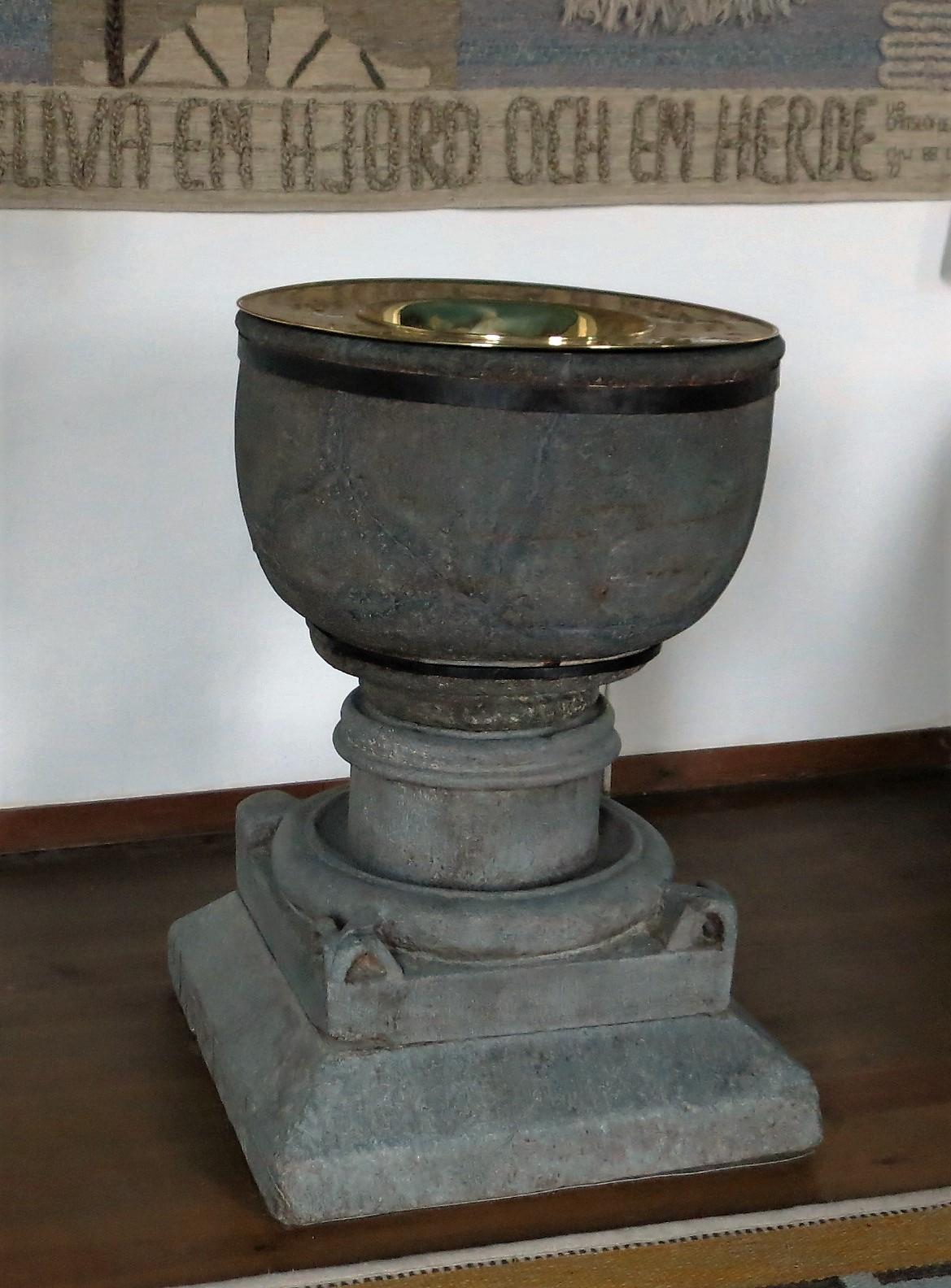
Dopfunten i täljsten
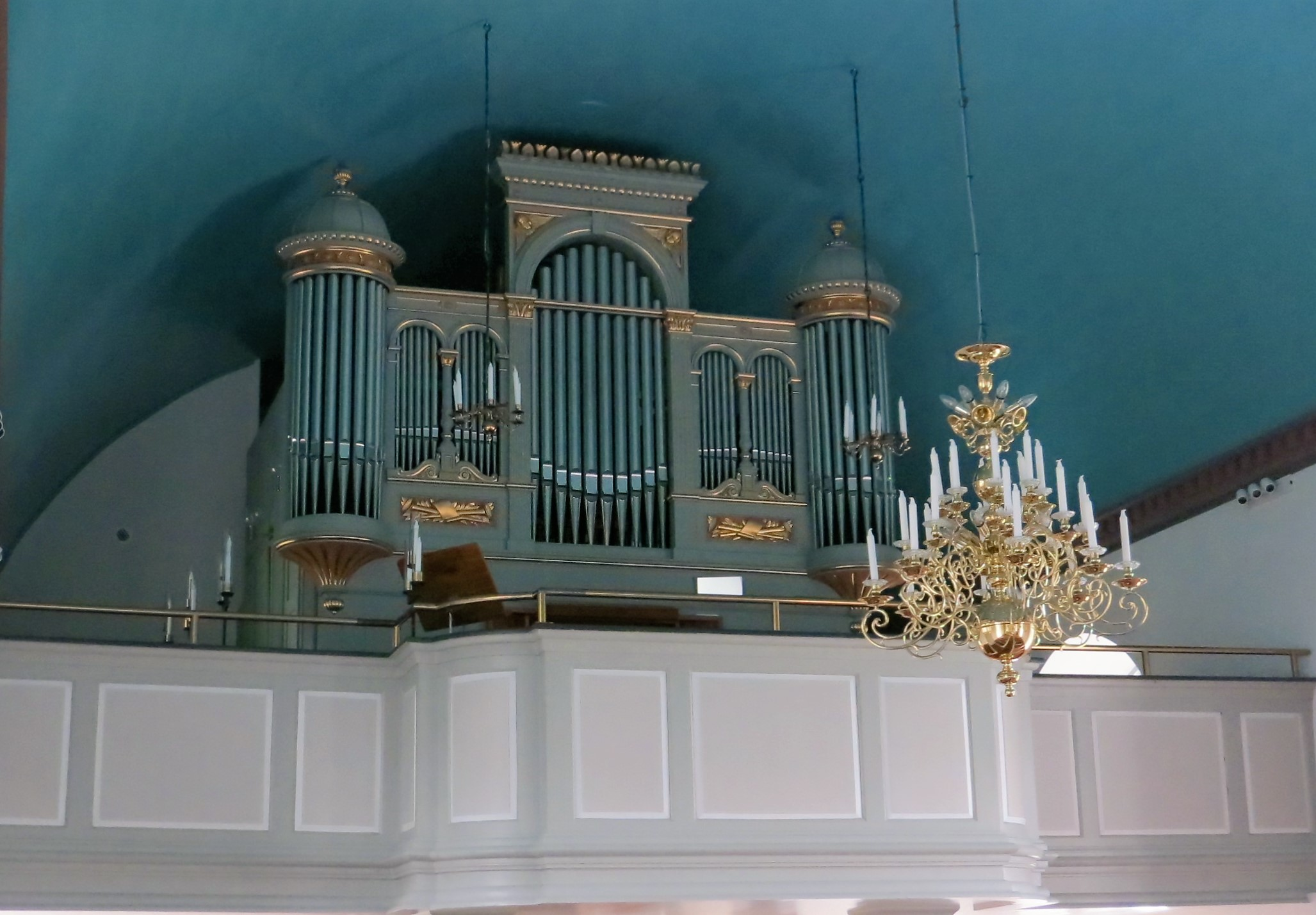
Orgelläktaren